# Ophisma esculeata
Ophisma esculeata är en fjärilsart som beskrevs av Heinrich Benno Möschler 1883. Ophisma esculeata ingår i släktet Ophisma och familjen nattflyn. Inga underarter finns listade i Catalogue of Life.